# 贖罪
贖罪是一個人採取行動糾正先前的錯誤行為的概念，除可以透過直接行動來消除該行為的後果，也可以透過同等的行動為他人做善事，又或者透過其他一些情感去表達悔恨。贖罪與「寬恕」、「和解」、「悲傷」、「悔恨」、「悔改」、「賠償」和「罪惡感」等概念關係密切。在宗教上，贖罪也被視為救贖之路上的必經階段。例如，佛教和印度教則認為要藉著自己才能得到救贖，而犹太教和基督教当中的救赎来自他们的神，即上帝，这也是他们特有的解決之道。猶太教是寄望彌賽亞降臨，以給他們帶來救贖；而基督宗教則認為耶穌基督就是彌賽亞，救赎已經降臨了。
犹太教徒和基督徒认为，人世間的苦难，无论外在内在，都是来自于人的原罪，必须要赎罪才能获得救赎。

## 犹太教
猶太教徒會透過對上帝作各種各樣的獻祭來為自己及家人贖罪。

## 基督教
基督教认为救赎就是从罪的束缚中解脱，从而与上帝一起获得永生。基督徒宣称，他们信仰的核心，即是救恩，即由上帝赐予的救赎。
基督徒认为，人类由于身心软弱而經不起惡者的試探引誘，終有犯罪墮落的一天；所以，上帝為人類安排了救赎的計畫。上帝赐予的救赎，即救恩，在消极的方面是要救人脫離死亡、罪、律法和魔鬼的權勢，而在積極方面则要救人上天國，賜給人永生和永遠的榮耀，並使人能夠活在豐盛的生命之中。由此基督徒认为上帝的救赎包括亦卽今生與來生的救赎，也就是在现实当中拯救信徒，以及将来把信徒带入永生。
基督徒认为信仰耶稣才能得到救贖，因為人靠自己不能解救自己，卻只要回到上帝的面前，靠著耶稣的受难来赎罪。
在基督教神学上，把对救赎的研究称为基督教救贖論。

### 東正教
東正教與其他基督信仰一樣，相信透過基督，人們的罪已被赦免，死亡已被踐踏，神聖的生命已賜給我們，使教徒們成為神的孩子，與基督同為後嗣。不過，與一些基督宗教分支不同，東正教相信這贖罪只是整個救贖過程的其中一環，要完成救贖，還須人的「完全聖化」(Theosis)和宇宙秩序的變化。

### 天主教
天主在做人的過程中引入良心。良心能分辨善惡。但良心並不準確，可以因人的經歷又或者人的背景而有所不同。於是天主引入十誡教導我們什麼是對，什麼是錯。耶穌的來臨及教導加強了十誡的深度。但單是知道什麼是對和什麼是錯是沒用的。因為單依靠人的力量是無法戰勝魔鬼的，也是說很多時的知錯而行。所以必須要有耶穌在你的心靈，伴你一起走才能戰勝魔鬼。所以天主教的救恩有兩點：（1）明白真理。（2）天主與你同在。

### 新教
新教 強調耶穌基督的「代贖」─上帝代替人類受罰，犧牲自己來換取人類的罪行被赦免。
新教徒普遍認為，上帝創世之先，世界是完美和聖潔的。然而，當亞當及夏娃不服從上帝的命令，屈服於撒旦引誘之後，他們便失去了原有聖潔的形象。新教徒認為上帝的審判臨到他們：「你們必定死」。由於亞當及夏娃的原罪，從由那時起，所有的人都在罪孽受孕、出生 ，心裡只有惡念 ，「從肉身生的，就是肉身」 。由於所有人均死在罪中與上帝隔絕 ，他們不能藉自己的努力及行為與上帝和好。信徒相信耶穌基督是父上帝差]，為要把人類從罪惡與懲罰中買贖回來。新教根據聖經認為上帝的兒子耶穌承擔「我們眾人的罪孽」 ，在十字架上把自己獻上作贖罪的祭，成為眾人的贖價 ，因人類的罪的緣故而死，替代罪人死亡  。新教徒堅信耶穌復活，完全肯定了上帝已接納基督為代罪羔羊的確據。其中，路德宗信徒相信上帝已把所有罪人稱為義（即「普世稱義」），宣告所有罪人因着基督的緣故稱義，「因（耶穌）一次的義行，眾人也就被稱義得生命了」 。信徒認同這是聖經的核心信息，也正是教會存在的意義。新教強調「因信稱義」─人類藉着上帝所賜的「信心」領受這份禮物，而非藉「好行為」 。信仰中所指稱義的「信」就是信賴基督及祂救贖的偉大工作，這「信心」緊守上帝在基督裏預備的救贖 。新教各宗派普遍認為，雖然基督為所有人死，拒絕以信心接受上帝赦罪的人將失去基督為他們贏取的贖罪 ，「不信的，必被定罪」。
宗教改革時期教義文獻《施馬加登信條》清楚指出「代贖」與「因信稱義」是基督教信仰的核心：
這是第一條，亦是最重要的條款：耶穌基督是我們的上帝和主，他受死，是為我們的過犯；他復活，是為叫我們稱義（羅馬書4：25）。唯獨祂是上帝除去世人罪孽的羔羊（約翰福音1：29），上帝使我們眾人的罪孽都歸在祂身上（以賽亞書53：6）。世人都犯了罪，卻蒙上帝的恩典，因基督的買贖，憑著耶穌的血，就白白地稱義（羅馬書5：23-25）。由於人必須相信這事，而不能以任何行為、律法或功勞獲得它，所以唯獨此信稱人為義，這是明確的真理……即使天、地及今世的事物都要毀滅，在此條款上都不會有甚麼退讓、妥協，更不會認同任何與此相違背的教導

## 伊斯兰教
伊斯兰教亦有“救赎”。但不通过这个词来体现。穆斯林的基本信仰即包括：信真主与信末日。至高主通过古兰经告诉并许诺信士坚守主道，在末日可以获得拯救，亦即有权享受“下临诸河的乐园”

## 佛教
在小乘佛教观念中，苦难对于陷入轮回的众生来说是永无止境的。只有跳出轮回才能够获得解脱，称为偏空涅槃。小乘佛教徒认为，偏空涅槃使生命达到“不生不死”的状态，不再进入生死轮回，从而不再受苦，获得心灵的永远安宁。通过戒定慧的自我修炼过程，完成个体生命意志与整体生命意志的自然整合与回归。
因小乘只斷我執證人空，未斷法執未證法空，還沒有實證二空真如，所以未得真空涅槃。唯有進入大乘菩薩的層次，我執斷則不戀生死，法執斷便不厭生死；既不貪戀生死也不厭離生死，這才叫做真空涅槃。

## 日本神道教
日本的神道教中的救赎观念类似于佛教，同时更强调现实生活中寻找幸福和快乐的重要性。

## 印度教
印度教的救赎观念是指生命从轮回解放出来，與終極實相（梵）合一，并达到精神上的圆满。在印度教的观念中，这种解脱超越了现实世界，也使得不再受任何约束。和这种解脱相比，人的现实生活，甚至天堂和地狱，都不过是人暂时的居所。
同时，印度教认为，不同信仰的人可以获得不同的解脱和救赎，即他们肯定的是精神的解放，而不是某种特定形式的救赎。